# 王騰 (前秦)
王 騰（おう とう、生没年不詳）は、五胡十六国時代の前秦の軍人。出身は不明。斜陽にあった前秦を支えた。

## 生涯
前秦に仕え、長水校尉に任じられていた。
380年8月、鷹揚将軍・領護匈奴中郎将・并州刺史に任じられ、晋陽に鎮した。その際に氐族3千戸を配された。
384年10月、前秦の長楽公苻丕は、後燕の君主慕容垂に攻められていた。苻丕は光祚と参軍封孚を晋陽に派遣して、王騰と驃騎将軍張蚝に救援を求めた。しかし王騰と張蚝は率いる兵が少ないため、救援に赴かなかった。
385年8月、王騰と張蚝は、苻丕と幽州刺史王永らを晋陽に迎え入れた。苻丕は前秦天王苻堅の死を知ると喪を発し、皇帝に即位した。
9月、中軍大将軍・散騎常侍・司隷校尉・陽平郡公に任じられた。
386年6月、驃騎大将軍・儀同三司に任じられた。
8月、苻丕は4万の兵を率いて、平陽に進軍した。王騰は晋陽を守る任にあたった。
これ以後、王騰の事跡は史書に記されていない。

## 人物・逸話
王騰と毛興は、苻氏一族と婚姻を結んでおり、氐族の衆望を集めていた。